# Leptothorax peyerimhoffi
Leptothorax peyerimhoffi är en myrart som beskrevs av Santschi 1929. Leptothorax peyerimhoffi ingår i släktet smalmyror, och familjen myror. Inga underarter finns listade i Catalogue of Life.